# Димитрий Преславски
Патриарх Димитрий наследява провъзгласения на събора, свикан от цар Симеон Велики, български патриарх Леонтий. Димитрий е първият признат от Византия за български патриарх с мирния договор, подписан с цар Петър I през 927 г. По този договор Византия признава на цар Петър царско достойнство и автокефалия на Българската църква. Споменат втори в реда на „преславските патриарси“ в Бориловия синодик от 1211 г. След него български патриарх вероятно става патриарх Сергий.